# 8150 Калуга
8150 Калуга (8150 Kaluga) — астероїд головного поясу, відкритий 24 серпня 1985 року.
Тіссеранів параметр щодо Юпітера — 3,171.